# Sededema
La Sededema è un fiume della Russia siberiana orientale (Repubblica Autonoma della Jacuzia), affluente di sinistra della Kolyma.
Ha origine dall'altopiano dell'Alazeja e scorre per la maggior parte del suo corso nel bassopiano della Kolyma, in una regione bassa e paludosa, ricca di laghi (circa 3.000 nel bacino del fiume, per una superficie complessiva di circa 700 km²); fra i molti affluenti ricevuti, i principali sono Kyllach, D'jaski, Ulachan-Jurjach dalla sinistra idrografica, Sykynach dalla destra.
Il fiume è gelato, in media, nel periodo compreso fra la prima metà di ottobre e la fine di maggio o gli inizi di giugno.